# Sergio Mantecón
Sergio Mantecón Gutiérrez (nascido em Lorca em 25 de setembro de 1984) é um ciclista espanhol que participa em competições de ciclismo de montanha. Nos Jogos Olímpicos de Londres 2012, ele competiu no cross-country em Hadleigh Farm, terminando em vigésimo segundo lugar.